# Ischyrosyrphus glaucius
Ischyrosyrphus glaucius là một loài ruồi trong họ Ruồi giả ong (Syrphidae). Loài này được Linnaeus mô tả khoa học đầu tiên năm 1758. Ischyrosyrphus glaucius phân bố ở vùng Cổ Bắc giới